# Prudencio Contardo Ibarra
Prudencio Contardo Ibarra, C.SS.R., (* 24 de octubre de 1860 - † 17 de marzo de 1950, Santiago). Fue un sacerdote chileno que destacó principalmente como Obispo de Temuco.

## Vida religiosa
El 22 de diciembre de 1883, a la edad de 23 años es ordenado sacerdote, dentro de la orden de la Congregación del Santísimo Redentor.
El 15 de junio de 1920, es designado Obispo Auxiliar de Concepción, y también designado obispo titular de Siena. Siendo consagrado por el nuncio Benedetto Aloisi Masella, el 21 de octubre de 1920.
Fue designado como el primer Obispo de Temuco el 14 de diciembre de 1925, tomando posesión de la Sede 3 de mayo de 1926. Ocupa dicho obispado hasta el 15 de diciembre de 1934, cuando es Obispo Titular de Cabasa. 
En Valparaíso al producirse el fallecimiento de monseñor Eduardo Gimpert Paut en 1937, y hasta el nombramiento de monseñor Rafael Lira Infante, fue designado como vicario capitular, y como redentorista que era, fue a residir en ese período en el Convento de su Congregación, en el Cerro Cordillera.